# Marlon Teixeira

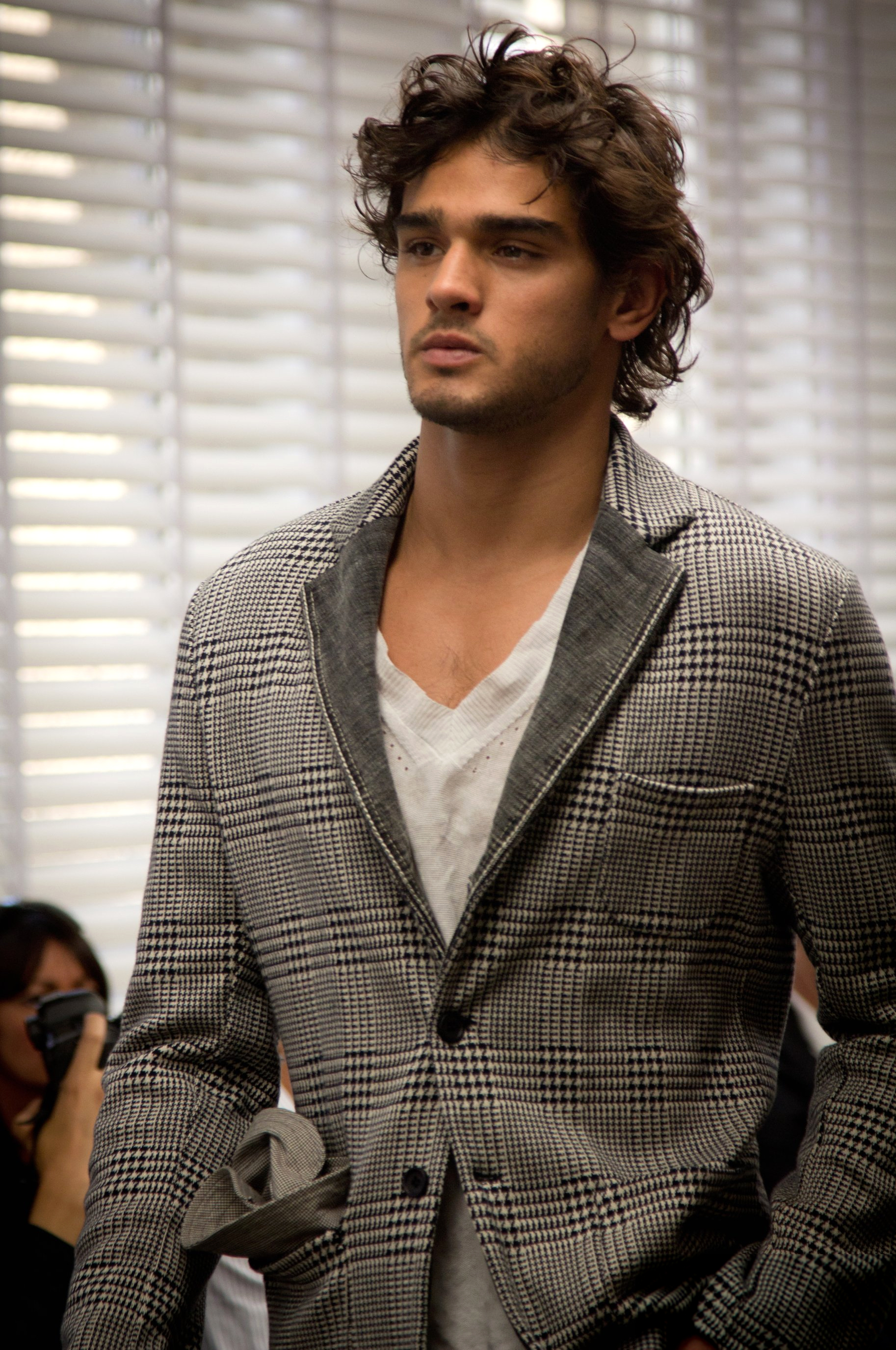
Marlon Teixeira

Marlon Teixeira (* 16. September 1991 in Balneário Camboriú, Santa Catarina) ist ein brasilianisches Model.

## Leben
Teixeira wurde in Brasilien geboren. Er ist portugiesischer, brasilianisch-indianischer und japanischer Herkunft. In Modeblogs, Modemagazinen und diversen Forenbeiträgen ist häufig der Eintrag zu finden: „Er ist halb Portugiese, sowie ein Viertel Indianer (Indian) und Japaner.“
Teixeira begann im Alter von 16 Jahren professionell zu modeln. Nach seinen eigenen Angaben war er 17 Jahre alt, als er begann, als Model zu arbeiten. Entdeckt wurde er, seinen eigenen Aussagen zufolge, von Anderson Baumgartner, dem Inhaber der Model-Agentur Way Model Management, einer der wichtigsten Model-Agenturen in Brasilien. Erste Einträge bei Modelagenturen datieren aus dem Jahr 2008. Es folgten Model-Aufnahmen, unter anderem in den Magazinen L’Officiel Hommes, Hercules, GQ, Vanity Fair und im W Magazine. Er arbeitete unter anderem mit Fotografen wie Terry Richardson und Mert & Marcus (Mert Alas und Marcus Piggot) zusammen. In der Herbst/Winter-Saison 2008 modelte er unter anderem für das spanische Modeunternehmen Custo Barcelona und für Armani Jeans. 
Im Frühjahr 2009 wurde er von dem belgischen Modeschöpfer Kris Van Assche als Model für Dior Homme ausgewählt. 2009 war zugleich Marlon Teixeiras internationaler Durchbruch, als er anschließend von Karl Lagerfeld für die Dior Homme-Kampagne Frühjahr/Sommer 2009 fotografiert wurde.
Er modelte in zahlreichen Kampagnen unter anderem für Dior, Diesel, Armani, Dolce & Gabbana, Louis Vuitton, American Eagle und Iceberg.
Als Model lief er regelmäßig bei der Milan Fashion Week, so im Herbst 2010 für Iceberg und Giorgio Armani und im Frühjahr 2011 für Giorgio Armani und Emporio Armani. Im Herbst 2011 läuft er dort erneut für Emporio Armani, Giorgio Armani und Iceberg sowie für Salvatore Ferragamo. Bei der Paris Fashion Week lief er unter anderem für Louis Vitton und Jean-Paul Gaultier (jeweils Frühjahr 2011); im Herbst 2011 modelt er dort für das französische Modeunternehmen Hermès. 2011 war er Cover-Model des britischen Fiasco Magazins.
Die Webseite Models.com, eine von Models, Fotografen, Agenten und Unternehmen der Modebranche gemeinschaftlich genutzte professionelle Online-Plattform und Networking-Community, listet Teixeira unter den 50 Top Male Models der internationalen Modeszene. Teixeira steht aktuell (Stand: Mai 2013) auf Platz 19 des Rankings.
Als Teixeiras Markenzeichen gilt sein „bronzefarbener, athletischer Körper“. In einem Interview erklärte Teixeira, er bevorzuge privat am liebsten Jeans, T-Shirt und Lederjacke, am Strand einfach Shorts und Flip-Flops.
Teixeira lebt aktuell (Stand: September 2011) in New York City.